# Schwedische Eishockeynationalmannschaft der Frauen

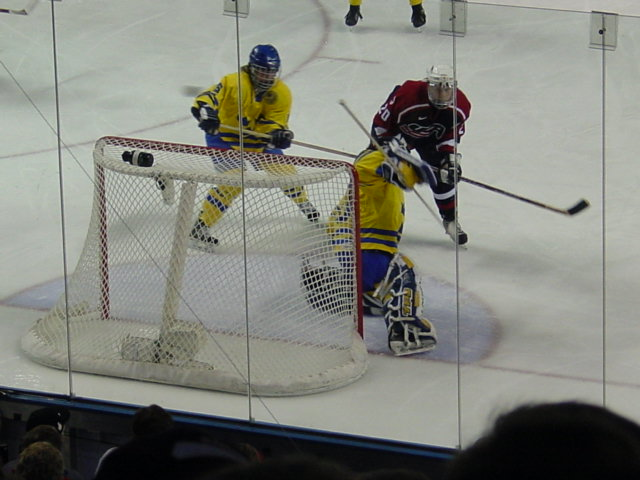
Szene aus dem Spiel gegen die USA bei den Olympischen Winterspielen 2002

Die schwedische Eishockeynationalmannschaft der Frauen (auch schwedisch Damkronorna) ist die nationale Fraueneishockey-Auswahlmannschaft Schwedens, die vom schwedischen Eishockeyverband Svenska Ishockeyförbundet betreut wird. Trainer der Nationalmannschaft ist Ulf Lundberg. Nach der WM 2022 belegt die Mannschaft in der IIHF-Weltrangliste den achten Platz.
Über viele Jahre war die schwedische Nationalmannschaft hinter Kanada, den USA und Finnland das viertbeste Frauenteam der Welt. In den 1980er/1990ern wurde Schweden viermal Vize-Europameister und schließlich 1996 Europameister. Von 2002 bis 2007 dauerte die erfolgreiche Phase der Mannschaft, sie gewann die Bronzemedaille bei den Olympischen Winterspielen 2002, bei den Weltmeisterschaften der Frauen 2005 und 2007 sowie die Silbermedaille bei den Olympischen Winterspielen 2006. In den folgenden Jahren pendelte sie zwischen den Plätzen vier bis sieben. Seit Einführung der Weltmeisterschaften spielt sie bei jeder Teilnahme in der höchsten Klasse. Zwar war sie bei der Weltmeisterschaft 2019 sportlich in die Division I abgestiegen. Sie musste dort jedoch nie antreten, da die Turniere der Division I 2020 und 2021 wegen der COVID-19-Pandemie ausfielen und die Schwedinnen bei der Weltmeisterschaft 2022 für die russische Mannschaft, die wegen des russischen Überfalls auf die Ukraine ausgeschlossen worden war, wieder in die Top-Division aufgenommen wurden.

## Bekannte Spielerinnen
- Gunilla Andersson
- Erika Holst
- Kim Martin
- Maria Rooth
- Pernilla Winberg

## Platzierungen

### Europameisterschaften
- 1989 – Silbermedaille
- 1991 – Silbermedaille
- 1993 – Silbermedaille
- 1995 – Silbermedaille
- 1996 – Goldmedaille

### Weltmeisterschaften
- 1990 – 4. Platz
- 1992 – 4. Platz
- 1994 – 5. Platz
- 1997 – 5. Platz
- 1999 – 4. Platz
- 2000 – 4. Platz
- 2001 – 7. Platz
- 2004 – 4. Platz
- 2005 – 3. Platz, Bronzemedaille
- 2007 – 3. Platz, Bronzemedaille
- 2008 – 5. Platz
- 2009 – 4. Platz
- 2011 – 5. Platz
- 2012 – 5. Platz
- 2013 – 7. Platz
- 2015 – 5. Platz
- 2016 – 5. Platz
- 2017 – 6. Platz
- 2019 – 9. Platz
- 2022 – 7. Platz
- 2023 – 6. Platz
- 2024 – 7. Platz
- 2025 – 6. Platz

### Olympische Winterspiele
- 1998 – 5. Platz
- 2002 – Bronzemedaille
- 2006 – Silbermedaille
- 2010 – 4. Platz
- 2014 – 4. Platz
- 2018 – 7. Platz
- 2022 – 8. Platz

### 3/4 Nations Cup
- 2000 – 4. Platz
- 2001 – 3. Platz
- 2002 – 4. Platz
- 2003 – 4. Platz
- 2004 – Bronzemedaille
- 2005 – 4. Platz
- 2006 – Bronzemedaille
- 2007 – Bronzemedaille
- 2008 – Bronzemedaille
- 2009 – Bronzemedaille
- 2010 – 4. Platz
- 2011 – Bronzemedaille